# Савчик Яків
Яків (Жак) Савчик (фр. Jaques Saoutchik, справжнє ім'я Яків Савчук; 1880, Койданово, Російська імперія (нині м. Дзержинськ, Білорусь) — 1955, Франція) — французький дизайнер українського походження, засновник і власник відомого в першій половині XX ст. ательє з виробництва кузовів для легкових автомобілів.
Яків Савчук емігрував з родиною до Франції близько 1899 року. Меблевий майстер за фахом, він зайнявся новою та перспективною на той час справою — проєктуванням та будівництвом на замовлення кузовів для легкових автомобілів. На початку XX сторіччя виробники автомобілів надавали тільки шасі з агрегатами, а кузов покупець замовляв на свій смак одному з численних майстрів-кузовників. Попри розповсюдженість конвеєрного виробництва, досить значний попит на цю послугу існував і пізніше. 
1905 чи 1906 року Савчик відкрив власну майстерню в паризькому передмісті Неї-сюр-Сен. Відзнакою виробів Савчика були неперевершена якість та власний особливий стиль. У 1920-ті роки ательє стало одним з провідних у кузовній справі. Кузови Савчика монтували на шасі дорогих і престижних марок — Isotta-Fraschini, Hispano-Suiza, Delahaye, Cord та інші. 
Після Другої світової війни попиту на кузови індивідуального виробництва майже не було. У 1952 році Яків Савчик облишив справи, передав своє підприємство синові П'єру; незабаром ательє припинило існування.
Нині автомобілі з кузовами ательє Савчика мають велику колекційну цінність.

## Витвори ательє Савчика

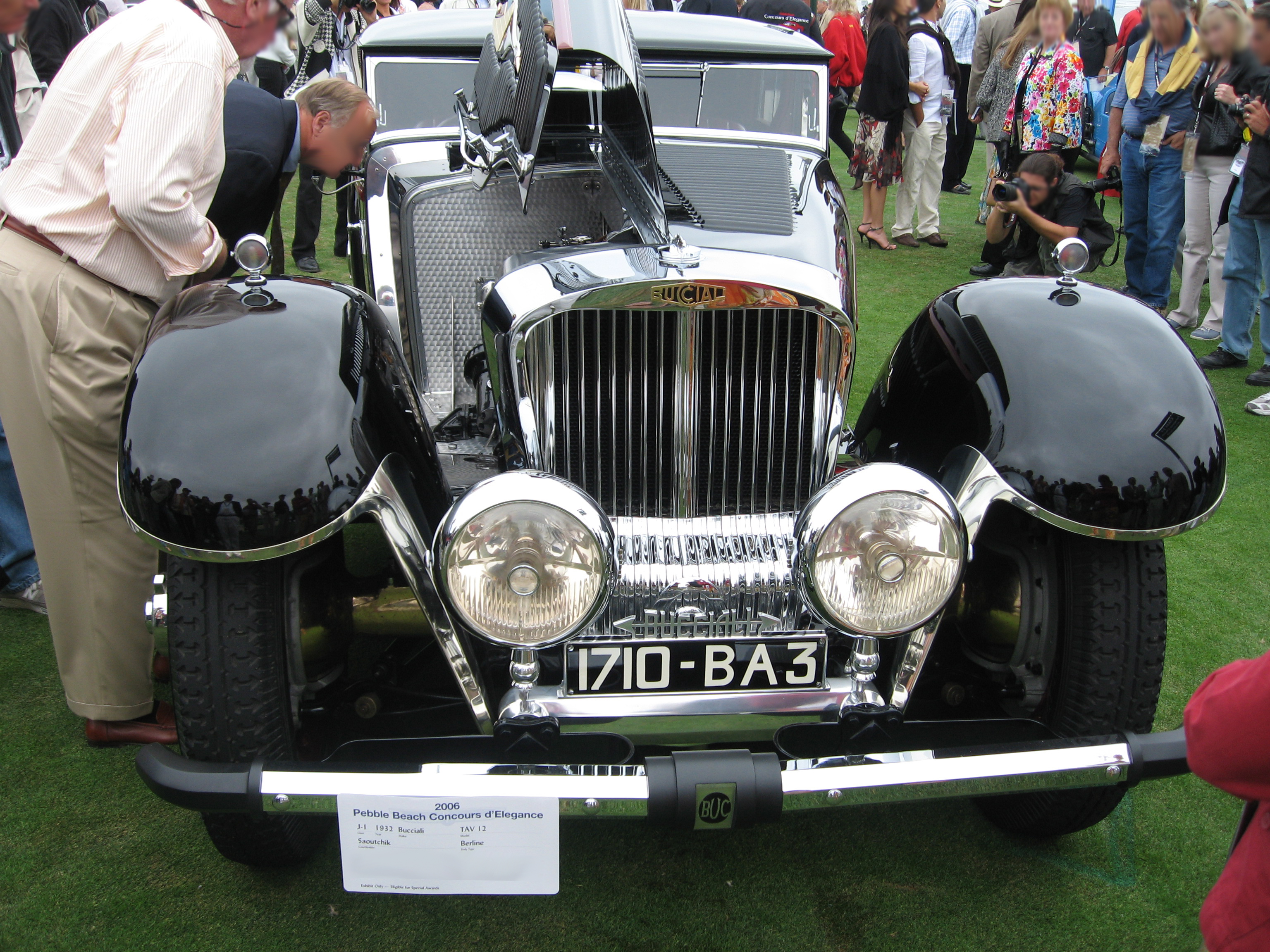
«Буччіалі» TAV-12, 1932 р.
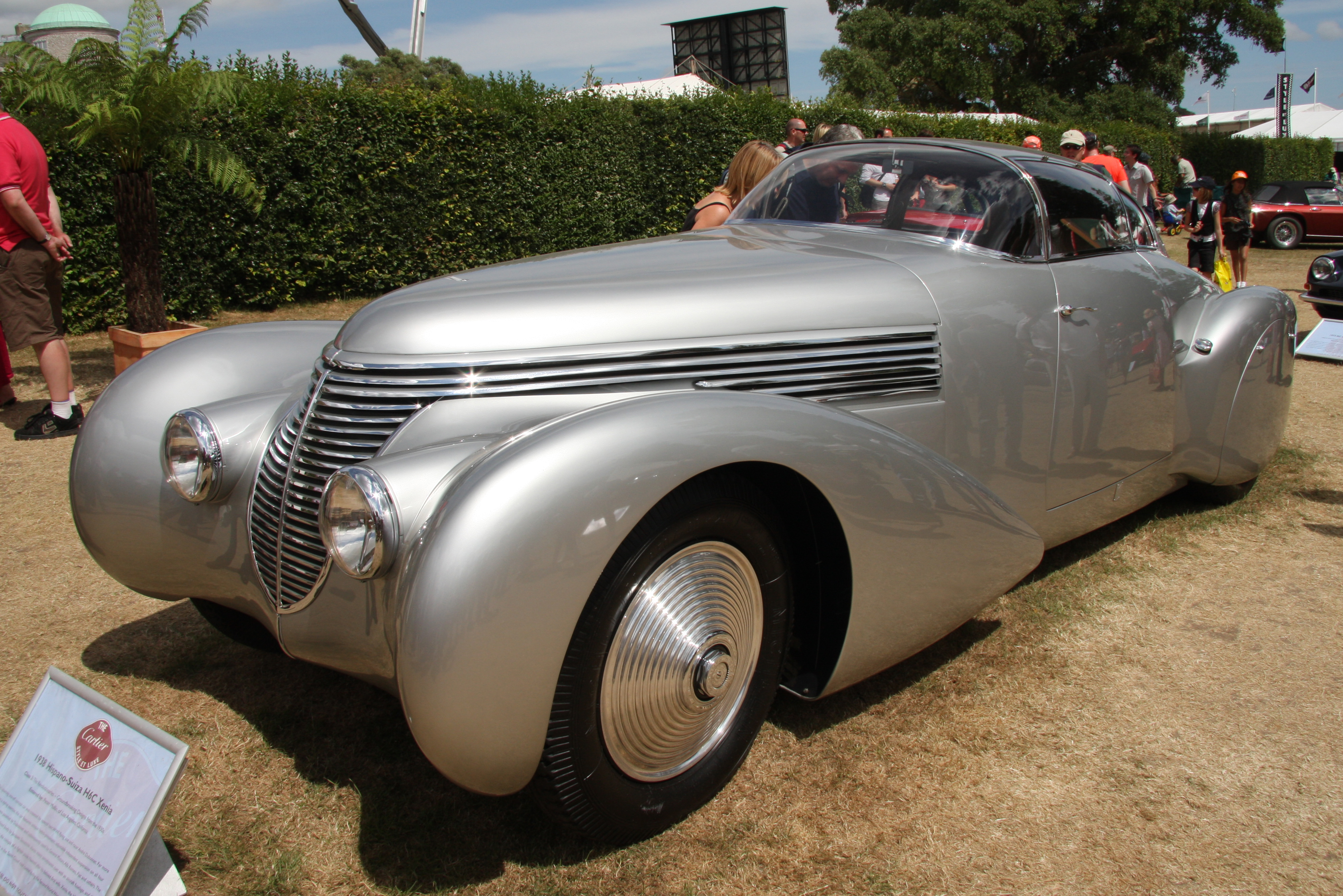
«Іспано-Сюіза» H6C Xenia. Кузов створений на замовлення відомого льотчика й автогонщика Андре Дюбонне. 1938 р.
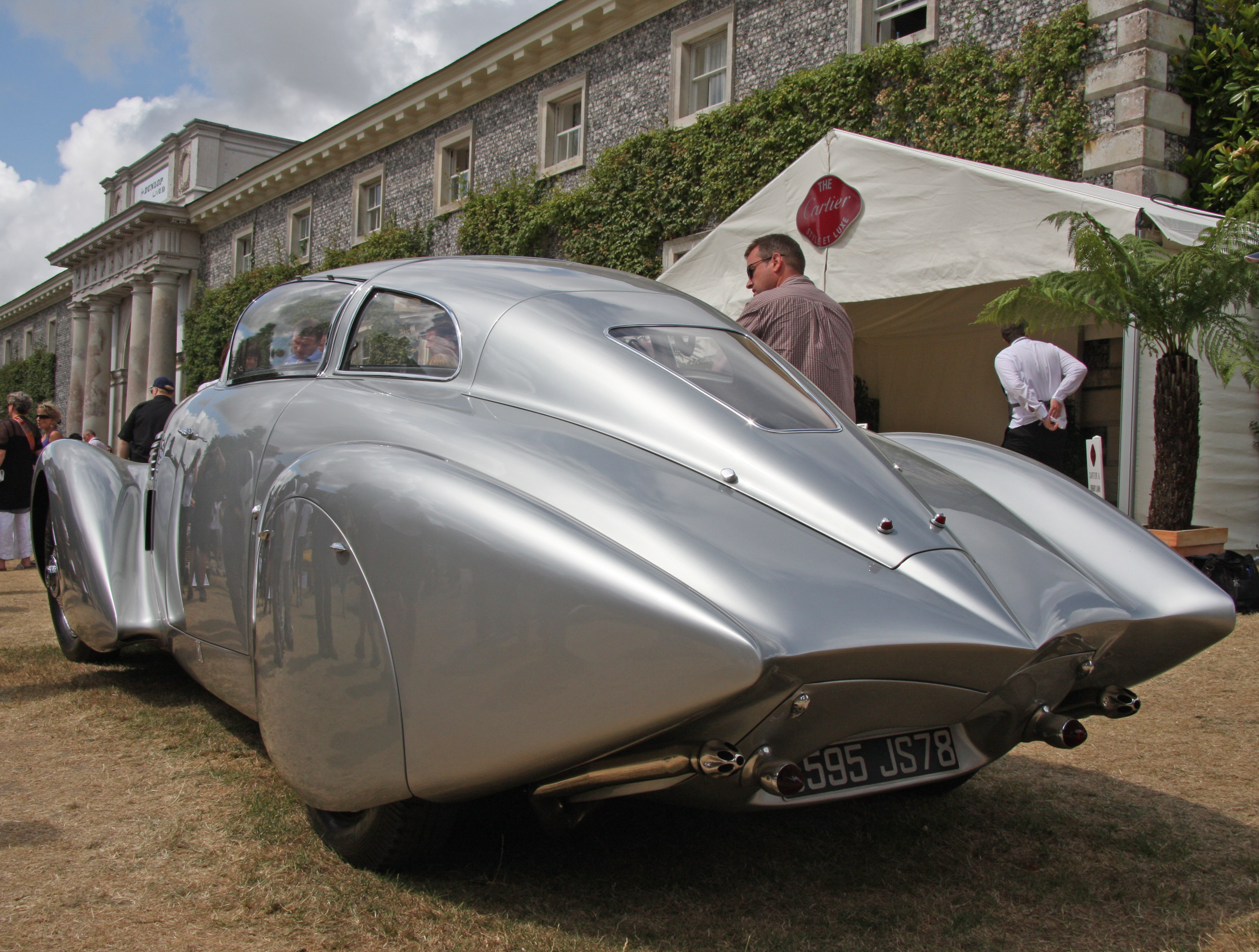
«Іспано-Сюіза» H6C Xenia, вигляд ззаду.
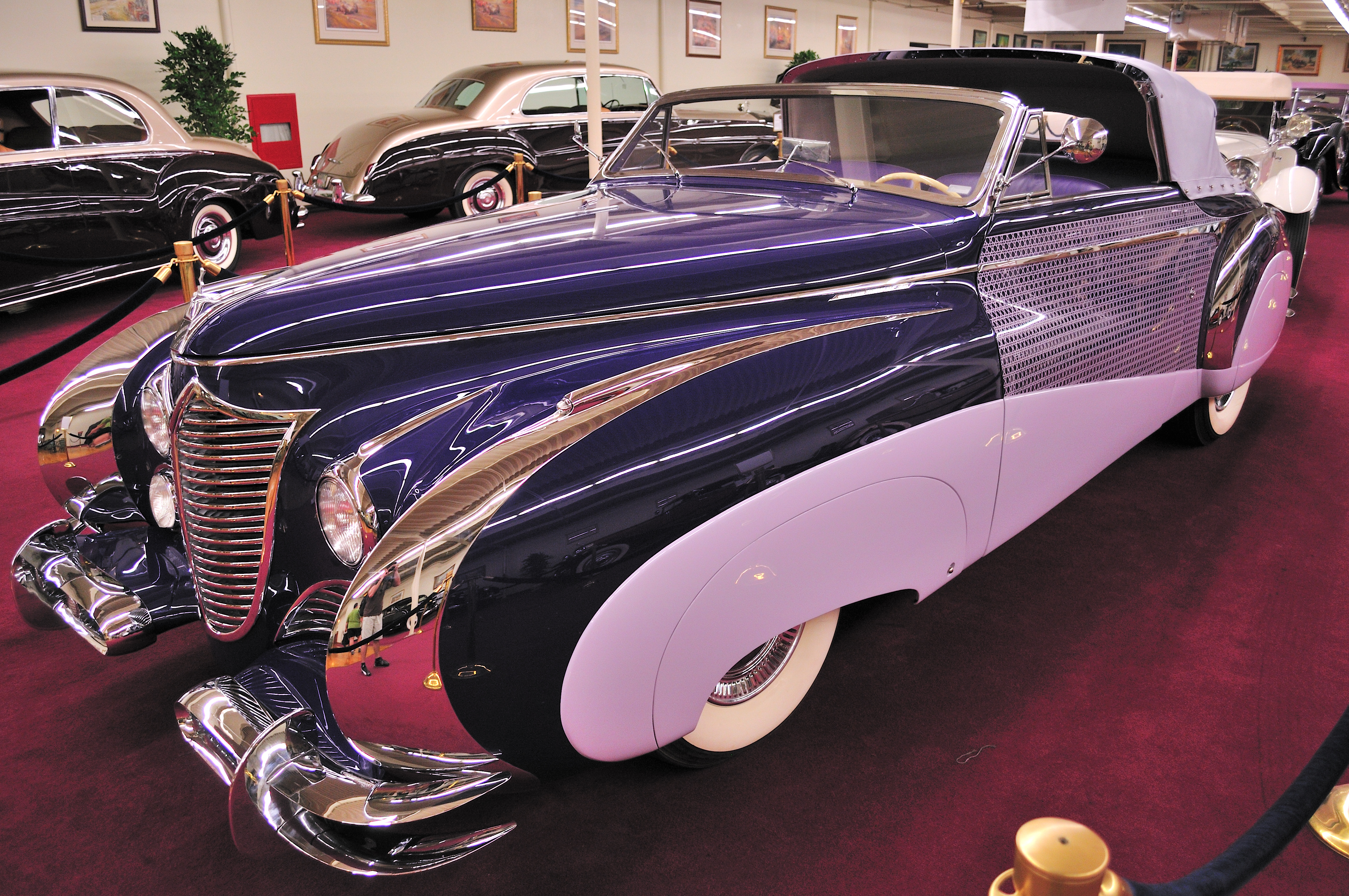
«Кадилак» Series 62, 1948 р. Савчик «одягнув» дві такі машини. Ту, що на фото, продано в 2010 р. за 590 тис. доларів.
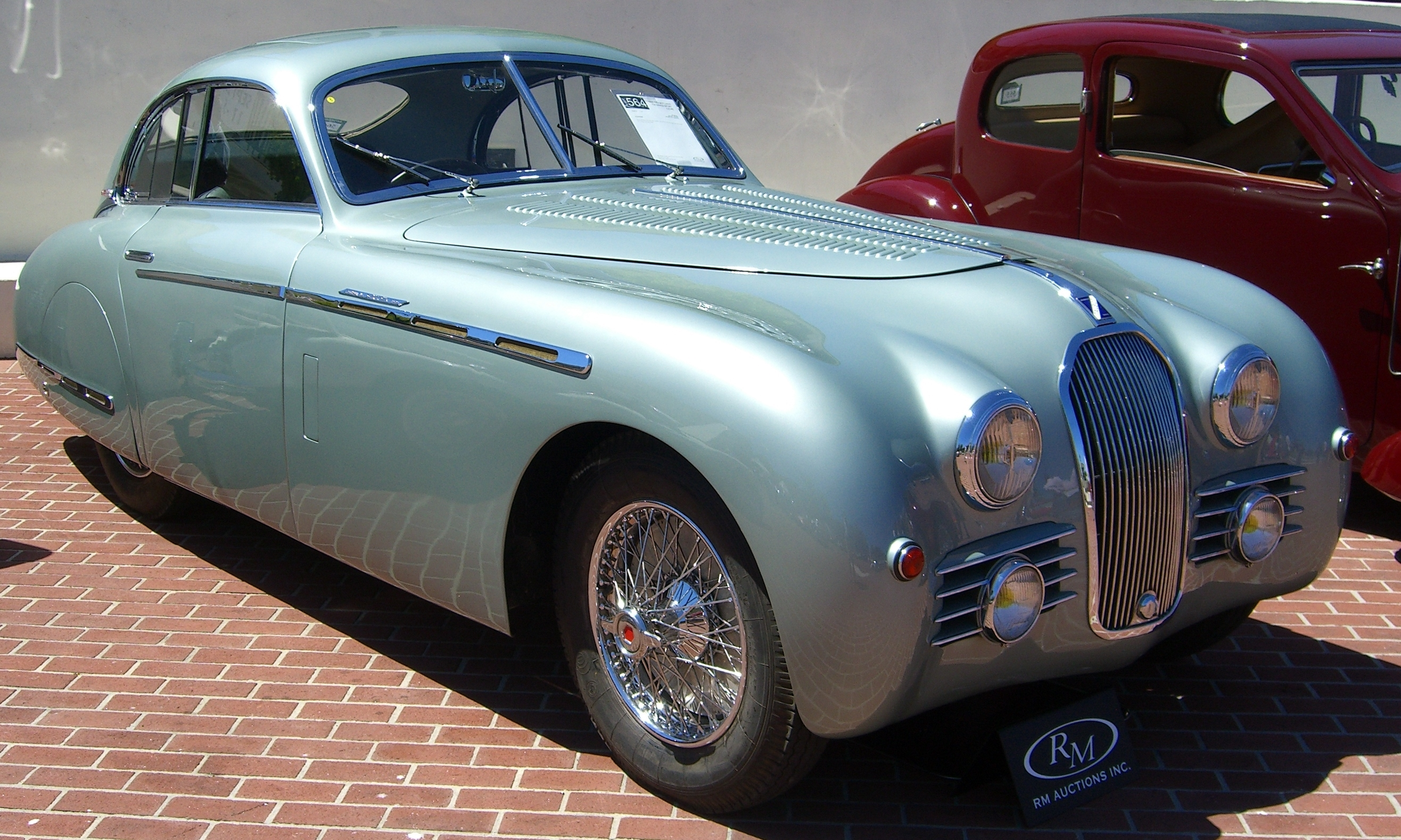
«Тальбо-Лаго» T26, 1950 р. У 2006 р. машину продано за 310 тис. доларів.
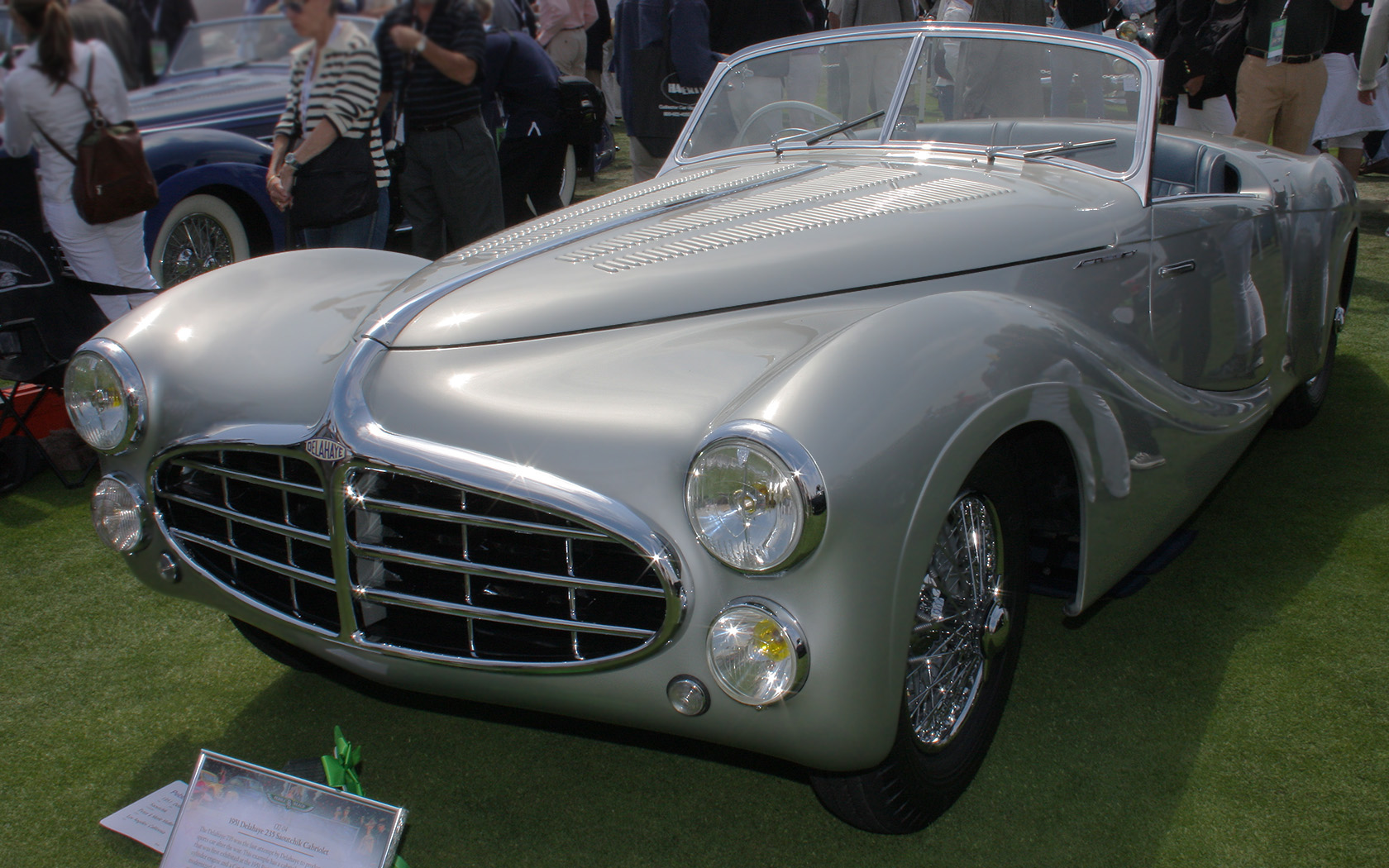
Кабріолет «Делайє 235», 1951 р.
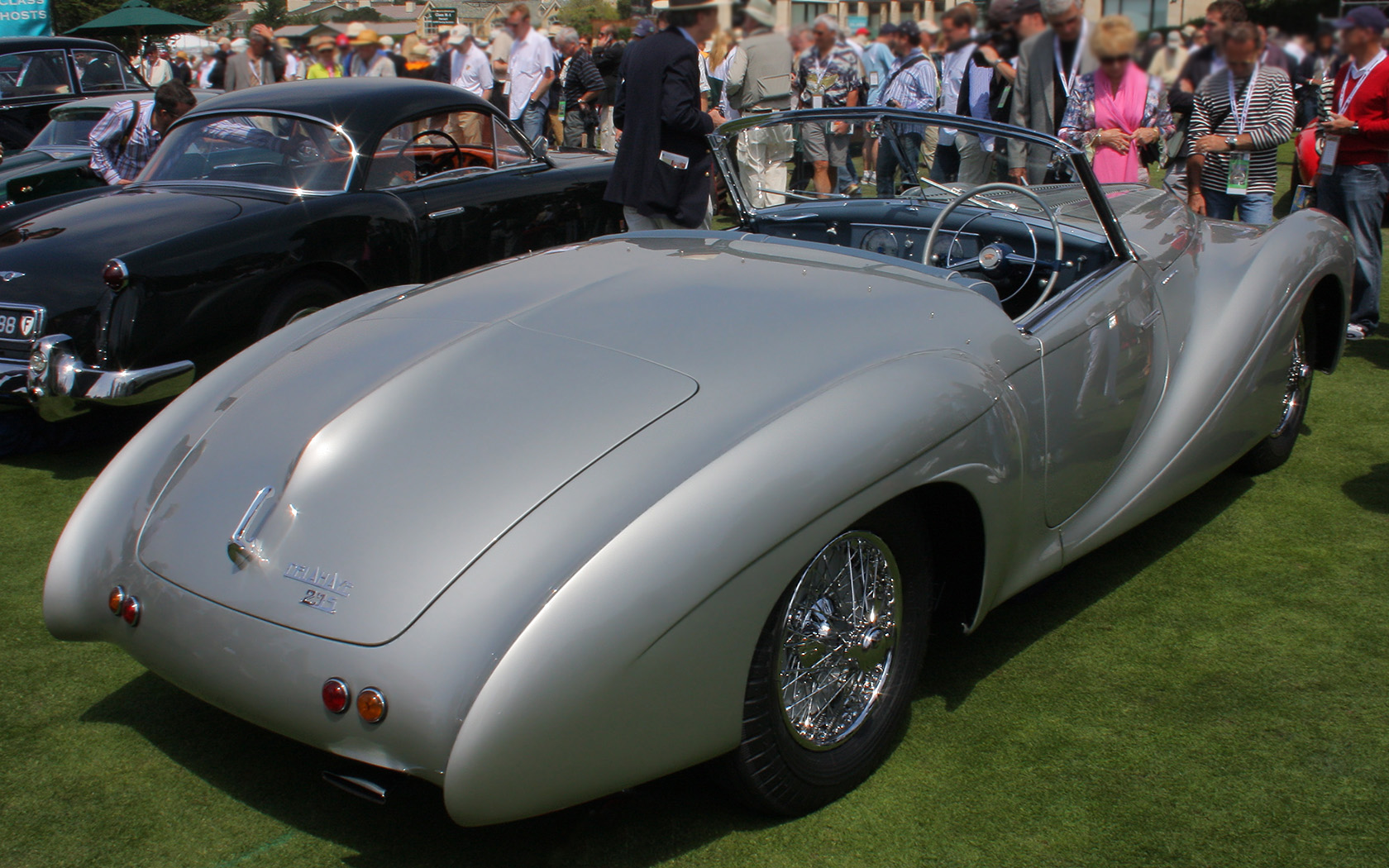
«Делайє 235», 1951 р., вигляд ззаду.
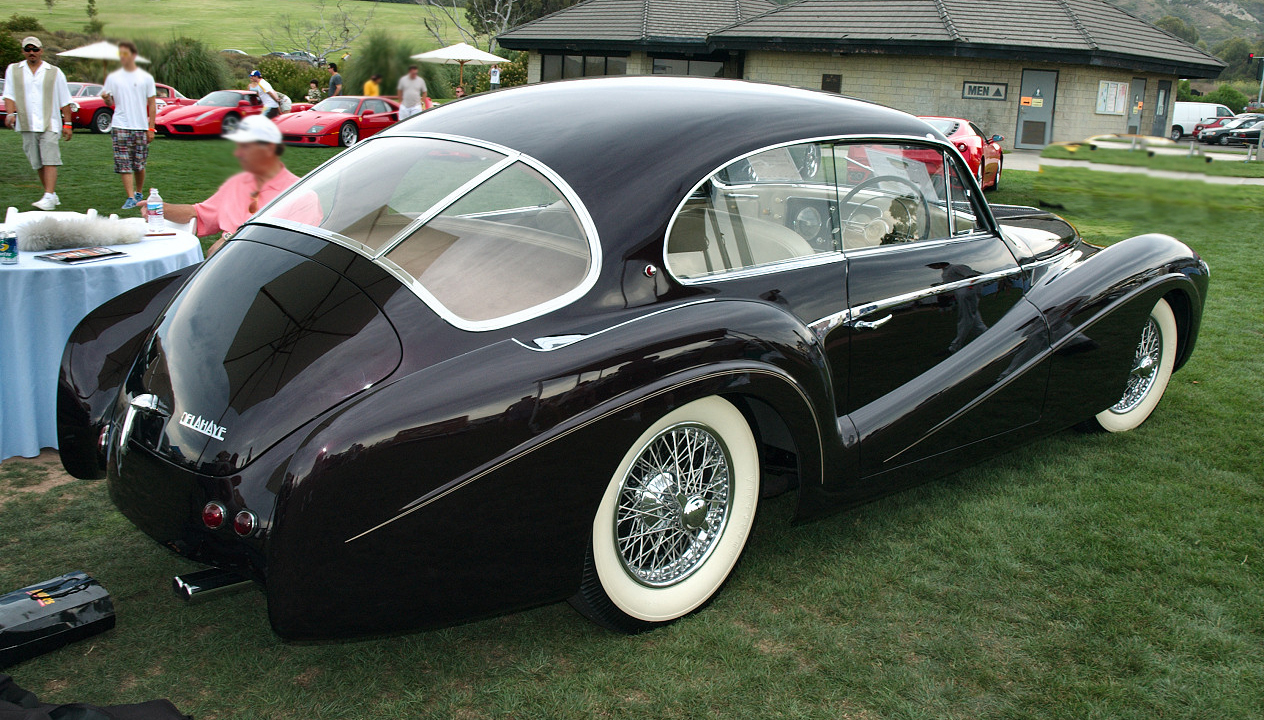
Купе «Делайє 235М», 1953 р.